# 上极限和下极限

上极限和下极限的示意图。數列 x_{n} 为蓝色。两个红色虛線曲线逼近數列 x_{n} 的上极限和下极限。數列的上下極限相等若且唯若此數列收敛

在微积分学中，上極限和下極限（英語：Limit superior and limit inferior）是指數列極限的上极限和下极限，可以大致想像為數列极限的上下界。舉例來說，數列 {\displaystyle \{(-1)^{n}\}_{n=1}^{\infty }} 的上極限為 1，下極限為 -1。
函数的上极限和下极限可以用类似方式考虑。。集合的上极限和下极限分别是这个集合的极限点的上确界和下确界。

## 定义
序列{\displaystyle (x_{n})}的上极限定义是
{\displaystyle \limsup _{n\rightarrow \infty }x_{n}=\inf _{n\geq 0}\,\sup _{k\geq n}x_{k}=\inf\{\,\sup\{\,x_{k}:k\geq n\,\}:n\geq 0\,\}}；
或者
{\displaystyle \limsup _{n\rightarrow \infty }x_{n}=\lim _{n\rightarrow \infty }\left(\sup _{m\geq n}x_{m}\right)}。
同样的，序列{\displaystyle x_{n}}的下极限定义是
{\displaystyle \liminf _{n\rightarrow \infty }x_{n}=\sup _{n\geq 0}\,\inf _{k\geq n}x_{k}=\sup\{\,\inf\{\,x_{k}:k\geq n\,\}:n\geq 0\,\}}；
或者
{\displaystyle \liminf _{n\rightarrow \infty }x_{n}=\lim _{n\rightarrow \infty }\left(\inf _{m\geq n}x_{m}\right)}。
这些定义在任意的偏序集都适用，只需要上确界和下确界存在。
在完全格裡，上确界和下确界总是存在，所以其中的序列一定有上极限和下极限。
每当{\displaystyle \liminf x_{n}}和{\displaystyle \limsup x_{n}}都存在，那么
{\displaystyle \liminf _{n\rightarrow \infty }x_{n}\leq \limsup _{n\rightarrow \infty }x_{n}}。
上极限和下极限也记为{\displaystyle \varlimsup _{n\rightarrow \infty }x_{n}}和{\displaystyle \varliminf _{n\rightarrow \infty }x_{n}}。

## 实数数列
实数集 R 的数列对微积分很重要。R 不是完備格，但可以加入正负无穷以得到完備全序集 {\displaystyle [-\infty ,+\infty ]}，形成完備格。那么在 {\displaystyle [-\infty ,+\infty ]} 中数列 {\displaystyle (x_{n})}
收敛当且仅当 {\displaystyle \liminf x_{n}=\limsup x_{n}}，而这时 {\displaystyle \lim x_{n}} 等于上面的共同值。
若實數數列 {\displaystyle (x_{n})} 的上極限為實數，那麼上極限是最小的實數 a，使得對任意小的正實數 {\displaystyle \epsilon }，都存在足夠大的正整數 N，使得對所有 {\displaystyle n\geq N}，都有 {\displaystyle x_{n}<a+\epsilon }。換言之，對任何大於上極限的實數，都存在 N 使得這實數是數列 {\displaystyle (x_{n})_{n\geq N}} 的上界。
若實數數列 {\displaystyle (x_{n})} 的下極限為實數，那麼下極限是最大的實數 b，使得對任意小的正實數 {\displaystyle \epsilon }，都存在足夠大的正整數 N，使得對所有 {\displaystyle n\geq N}，都有 {\displaystyle x_{n}>b-\epsilon }。換言之，對任何小於下極限的實數，都存在 N 使得這實數是數列 {\displaystyle (x_{n})_{n\geq N}}的下界。
設 {\displaystyle (x_{n})} 是整數數列。若其上極限為實數 a，由於 {\displaystyle \lfloor a\rfloor } 也符合上述條件，故此 a 必是整數。在條件中取 {\displaystyle \epsilon <1}，得出 a 是最小的實數，使得存在正整數 N，對所有 {\displaystyle n\geq N}，都有 {\displaystyle x_{n}\leq a}。因此 a 是最大的整數，使得有無限個 {\displaystyle x_{n}=a}。同樣地，若其下極限為實數 b，則 b 是最小的整數，使得有無限個 {\displaystyle x_{n}=b}。
若 {\displaystyle I=\liminf x_{n}} 和 {\displaystyle S=\limsup x_{n}}
，那么区间 {\displaystyle [I,S]} 不一定包含任何的 {\displaystyle x_{n}}，但是轻微扩大了的 [I-ε,S+ε]
对任意小的ε > 0都会包含除了有限项外所有的 xn。区间 [I, S] 是适合这个性质的最小闭区间。

### 例子
- 設{\displaystyle x_{n}=(-1)^{n}\left(1+{\frac {1}{n}}\right)}，則{\displaystyle \liminf x_{n}=-1}，{\displaystyle \limsup x_{n}=1}。閉區間[-1, 1]中不包含任何{\displaystyle x_{n}}。
- 考虑数列{\displaystyle x_{n}=\sin \!n}。应用π的无理数性质，可以证明{\displaystyle \liminf x_{n}=-1}和{\displaystyle \limsup x_{n}=+1}。[註 5]
- 一个数论例子是

{\displaystyle \liminf _{n\to \infty }(p_{n+1}-p_{n})}
其中{\displaystyle {p_{n}}}是第{\displaystyle n}个素数。

## 集的序列
集合X的冪集P(X)是完備格。对于P(X)中的序列，也就是X的子集的序列，其上下极限也有用处。
若{\displaystyle X_{n}}是这样的序列，那么X的元素a属于{\displaystyle \liminf X_{n}}，当且仅当存在自然数{\displaystyle n_{0}}使得对于所有{\displaystyle n>n_{0}}，a在{\displaystyle X_{n}}裡。元素a属于{\displaystyle \limsup X_{n}}，当且仅当对所有自然数{\displaystyle n_{0}}，都存在一个指数{\displaystyle n>n_{0}}使得a在{\displaystyle X_{n}}裡。换句话说，{\displaystyle \limsup X_{n}}包含了所有这样的元素，其中的每一个，都有无限多个n，使得它在集合{\displaystyle X_{n}}裡；而{\displaystyle \liminf X_{n}}包含了所有这样的元素，其中的每一个，都有除了有限多个外的所有n，使得它在{\displaystyle X_{n}}裡。
以集合论的标准语言来说，一个集合序列的下确界是这些集合的可数交，也就是包含在所有集合裡的最大集合：
{\displaystyle \inf \left\{\,X_{m}:m=1,2,3,\dots \,\right\}={\bigcap _{m=1}^{\infty }}X_{m}}。
令{\displaystyle I_{n}}为自{\displaystyle X_{n}}起的集合的下确界。那么序列{\displaystyle I_{n}}非递减，因为{\displaystyle I_{n}\subset I_{n+1}}。所以，第1至n个下确界的并集就是第n个下确界。下极限就是这序列的极限：
{\displaystyle \liminf _{n\rightarrow \infty }X_{n}={\bigcup _{n=1}^{\infty }}\left({\bigcap _{m=n}^{\infty }}X_{m}\right)}。
上极限可以相反方式定义。一个集合序列的上确界是包含这些集合的最小集合，也就是它们的可数并：
{\displaystyle \sup \left\{\,X_{m}:m=1,2,3,\dots \,\right\}={\bigcup _{m=1}^{\infty }}X_{m}}。
上极限是这个非递增的上确界序列的可数交（其中每个上确界都包含在前一个裡面）。
{\displaystyle \limsup _{n\rightarrow \infty }X_{n}={\bigcap _{n=1}^{\infty }}\left({\bigcup _{m=n}^{\infty }}X_{m}\right)}。
例子或应用可见波莱尔－坎泰利引理，柯西-阿达马公式（Cauchy-Hadamard Formula）。

## 引用
- Amann, H.; Escher, Joachim. . Basel; Boston: Birkhäuser. 2005. ISBN 0817671536.

- González, Mario O. . New York: M. Dekker. 1991. ISBN 0824784154.

1. ↑  Zhang, Yitang. . Annals of Mathematics. 2013-05-21  [2014-07-10]. （原始内容存档于2014-03-11） （英语）.
2. ↑  . Polymath wiki.   [2014-09-24]. （原始内容存档于2013-06-20）.